# ロフォーテン諸島

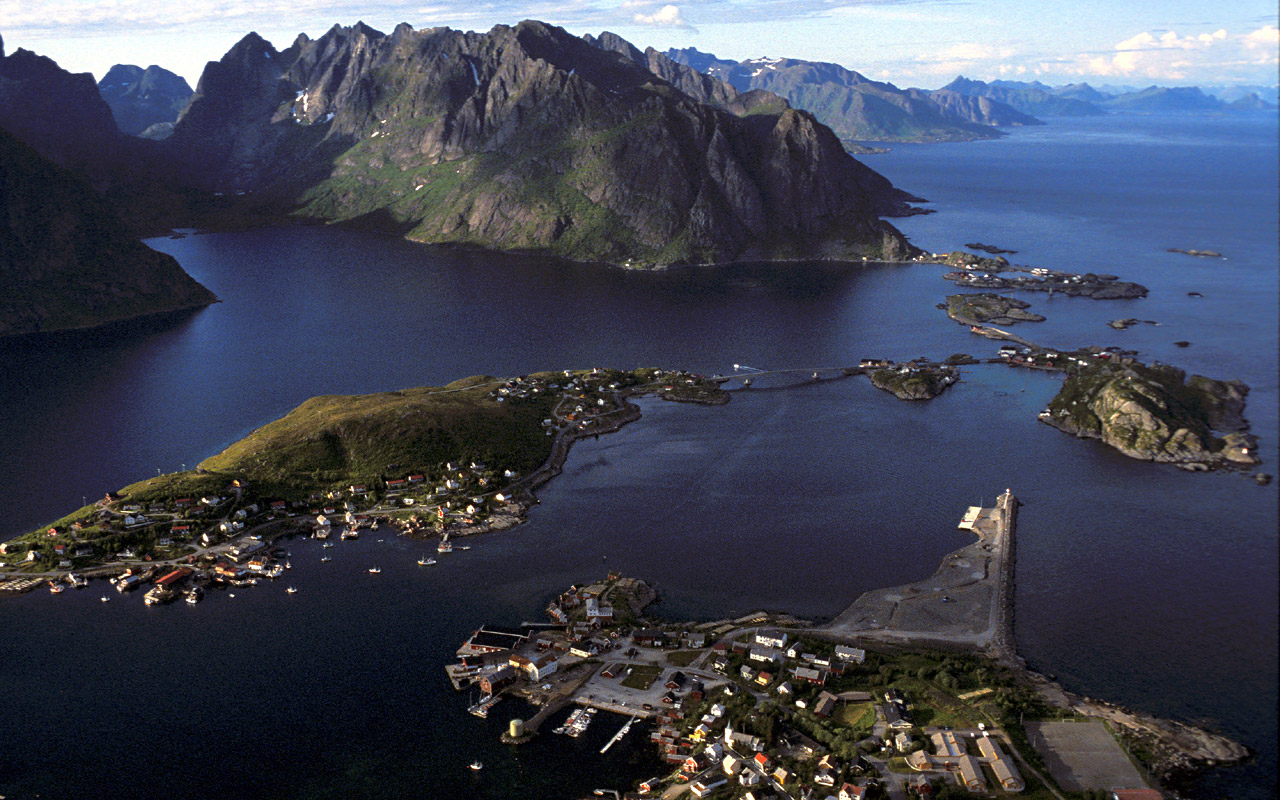
ロフォーテン諸島の町レイネ

ロフォーテン諸島（Lofoten ノルウェー語発音: [ˈluːfuːtən]）は、ノルウェー海にあるノルウェー領の諸島。スカンディナビア半島に近接し、北にはベステローデン諸島がある。北極圏に位置するものの、高緯度のわりに気候は温暖である。
「ロフォーテン」はノルウェーの伝統的な一地域を指すが、現在の地方行政区画としてはヌールラン県に属する。

## 地理と自然

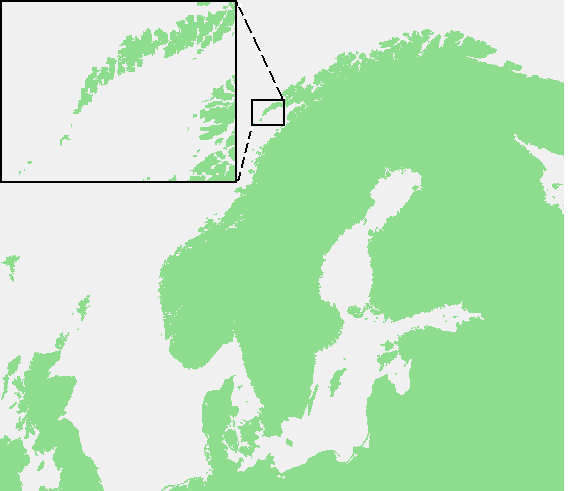
ロフォーテン諸島の位置

ロフォーテン諸島とベステローデン諸島

北緯67度から68度にかけての北極圏に位置する。自治体には、ヴォーゲン、ヴェストヴォーゴイ、フラックスタッド、モスケネス、ヴァーロイ、ロストがある。おもな島は、北から南にかけて、次の通り。
- ヒン島の南端
- アウストヴォーグ島（英語版）（526.7km2、北緯68度20分0秒 東経14度40分0秒）
- Gimsøya（46.4 km2、北緯68度18分0秒 東経14度11分0秒）
- ヴェストヴォーグ島（411.1km2、北緯68度10分0秒 東経13度45分0秒）
- フラックスタッド島（109.8km2、北緯68度5分0秒 東経13度20分0秒）
- モスケネス島（185.9km2、北緯67度55分0秒 東経13度0分0秒）

さらに南には、小さな孤島のヴァール島（北緯67度40分0秒 東経12度40分0秒 / 北緯67.66667度 東経12.66667度）とロスト島（北緯67度31分0秒 東経12度7分0秒 / 北緯67.51667度 東経12.11667度）がある。陸地の総面積は1,227km2で、人口は24,500人である。
ロフォーテン諸島とノルウェー本土の間には広いヴェストフィヨルドが横たわり、北にはベステローデン諸島がある。おもな町は、ヴェストヴォーグ島のレクネスとアウストヴォーグ島のスヴォルヴァールである。もっとも高い山はアウストヴォーグ島のHigravstinden（1,161m）。陸上は起伏の激しい裸岩の山地で、生産性に欠けている。
有名なMoskstraumen（Malstrøm）はロフォーテン諸島西の潮流で、英語のmaelstromの語源となった。ジュール・ヴェルヌの小説『海底二万里』において、潜水艦ノーチラス号が渦巻きの中に消えていく結末が知られる。
海中の生物は豊富で、世界最大の深海サンゴ礁（ロスト・リーフ、40km長）がロスト島の西にある。
タラとニシンの漁業基地として11世紀以来発展したため、1 - 4月の漁期には各地から集まる漁船は数千を数え、漁獲高も数百万クローネに達する。主な基地はヘニングスヴェール、カベルヴォーグ、スヴォルヴァールで、加工場（乾燥・塩漬け・燻製）が完備している。フラックスタッド島のヌスフィヨルドは、ノルウェーで最も古い漁村である。
オジロワシやウ、数多くの海鳥が集まり、カラフルなパフィンもいる。カワウソはよく見られ、アウストヴォーグ島にはヘラジカが生息する。